# دمیترو هراچوف
دمیترو هراچوف (انگلیسی: Dmytro Hrachov؛ زادهٔ ۵ دسامبر ۱۹۸۳) کماندار اهل اوکراین است. وی همچنین از کمانداران بازی‌های المپیک تابستانی ۲۰۰۴ و ۲۰۱۴ بوده‌است.